# Цендер, Ганс
Ганс Це́ндер (Hans Zender) (22 ноября 1936, Висбаден — 23 октября 2019, Мерсбург) — немецкий дирижёр и композитор.

## Очерк биографии и творчества
Учился в высших музыкальных школах Франкфурта (1956–1957) и Фрайбурга (1957–1959) по специальностям композиция, фортепиано, дирижирование. Дебютировал как дирижёр в Городском театре Фрайбурга в 1959 году. С 1964 года работал дирижёром в Городском театре Бонна, дирижировал также в других театрах Германии. В 1972–1984 главный дирижёр Оркестра радио в Саарбрюккене, в 1984–1987 годах музыкальный руководитель Гамбургской оперы и одновременно главный дирижёр Гамбургского филармонического оркестра. В 1988–2000 гг. профессор по классу композиции в Высшей музыкальной школе Франкфурта.
Занимал пост приглашённого дирижёра в разных оркестрах Европы, в том числе в 1999–2010 годах — в Оркестре Юго-Западного радио Германии. Неоднократно участвовал в знаменитых музыкальных фестивалях — Münchener Festspiele, Berliner Festspiele, Holland Festival, Bayreuther Festspiele (дирижировал «Парсифалем» Р. Вагнера), Salzburger Festspiele (дирижировал «Улиссом» Л. Даллапикколы).
В качестве дирижёра уделял большое внимание (западной) музыке XX века, исполнял и делал аудиозаписи (в том числе, с известными камерными ансамблями Klangforum Wien и Ensemble InterContemporain) многих «авангардистов», среди них Луиджи Даллапиккола, Хельмут Лахенман, Вольфганг Рим, Джон Кейдж, Оливье Мессиан, Луиджи Ноно, Эдгар Варез, Бернд Алоис Циммерман, Джачинто Шельси, Арнольд Шёнберг.
Цендер — автор трёх опер: «Stephen Climax» (пост. 1986), «Дон Кихот» (пост. 1993, 2-я ред. 1999), «Chief Joseph» («индейская опера», пост. 2005); пьес для симфонического оркестра («Шахматы», «Диалог с Гайдном» и др.), 9 произведений для хора и разных составов (под названием Canto I... Canto IX; 1965–2009), многих произведений инструментальной и вокальной камерной музыки. Одно из самых крупных произведений Цендера (продолжительность звучания около двух часов) — оратория «Shir Hashirim, или Песнь песней» для солистов, хора, синтезатора и оркестра (1996; 1-е исполнение 1997). Тематическая близкая кантата «Logos-Fragmente» для 32 певцов (8 сопрано, 8 контральто, 8 теноров и 8 басов) и 3 оркестровых групп (2007) состоит из 6 частей, 4 из которых — музыка на тексты из Евангелия от Иоанна.
Чаще других исполняется масштабная (продолжительностью около полутора часов) фантазия на темы вокального цикла «Зимний путь» Ф. Шуберта (1993) для тенора с оркестром, которую Цендер обозначил как «eine komponierte Interpretation» (интерпретация в виде [авторской] композиции). При том что темы песен Шуберта в целом сохраняются, произведение содержит многочисленные вставки музыки Цендера, как бы «интерпретирующие» и «развивающие» (порой в странной постмодернистской манере) оригинал.